# Aplodactylidae
Famille
Les Aplodactylidae sont une famille de poissons de l'ordre des Perciformes.

## Liste des genres
Selon BioLib (3 juillet 2024) :
- Aplodactylus Valenciennes in Cuvier & Valenciennes, 1832 (5 espèces)
- Crinodus Gill, 1862 (1 espèce)

Selon Catalogue of Life (2 aout 2025) et World Register of Marine Species (2 aout 2025) :
- Aplodactylus Valenciennes, 1832 (5 espèces)